# Moy Yat
Moy Yat (梅逸) (28 de juny de 1938 - 23 de gener de 2001) va ser un artista marcial xinès, gravador de segells, pintor, escultor i sanador per mitjà del maneig de la medicina tradicional xinesa, deixeble destacat des de 1957 del Gran Patriarca i mestre (Sifu) Ip Man de les arts marcials xineses en l'estil de Kung-Fu conegut com a wing chun (cantonès: 詠春, Yale: wing6 cheun1 mandarí: xinès tradicional: 詠春, pinyin: yǒng chūn, literalment «cant de primavera», de vegades substituït pels caràcters 永春, «primavera eterna»).
Moy Yat, es va mudar a Nova York el 1973 després de la mort del seu mestre Ip Man (el 2 de desembre de 1972). Va començar a ensenyar Ving Tsun a Brooklyn. Els seus alumnes són ara professors en reconegudes escoles amb prestigi a tot el món, gràcies a l'excel·lència i qualitat del Ving Tsun que ofereixen, que perpetua aquest Art Marcial seguint el Sistema Pur i Original creat per Yim Ving Tsun.